# Collstrop (wielerploeg)
Collstrop of Collstrop Garden Wood, van 1986 tot 1991 bekend als Histor en Sigma, was een Belgische wielerploeg die bestond van 1986 tot 2000. De algemene leiding was in handen van Willy Teirlinck, toen pas wielrenner af, en later Hilaire Van der Schueren. De ploeg focuste op alle facetten van de wielersport en behaalde succes in eendaagse wedstrijden, etappekoersen, zesdaagses, veldritten en in het mountainbiken. 
Willy Teirlinck werd bijgestaan door Walter Verlee en Frans Van Looy als ploegleider, maar ook Rudy Pevenage en de Nederlander Frits Pirard bestuurden de volgauto. Na de komst van Collstrop als sponsor werd Jean-Marie Wampers een van de ploegleiders, net als Luc Landuyt, naast Teirlinck. De Collstrop-ploeg moet niet verward worden met de wielerploeg Palmans die de meeste toprenners overnam in 1997, noch met Cycle-Collstrop (de opvolger van de latere Unibet-ploeg). Vanaf het seizoen 1997 stond Collstrop-Zeno Protect Clean Off, zoals het dat seizoen heette, onder sportieve leiding van Hilaire Van der Schueren. Destijds was Collstrop reeds een veel kleinere ploeg geworden. 

## Historiek
De hoofdsponsor van de ploeg was Histor, een Belgische onderneming gespecialiseerd in verven en lakken. De ploeg, onder leiding van ploegleider en oud-wielrenner Willy Teirlinck, begon in 1986 onder de naam Sigma. Vanaf 1988 reed Sigma-Fina, zoals de ploeg dat seizoen heette, tussen de internationale toppers en nam men deel aan buitenlandse topkoersen. In 1990 verving Novemail, een ander Belgisch verfbedrijf, Sigma als co-sponsor bij de Franse koersen. Histor keerde in 1993 en 1994 terug in het peloton onder de naam Novemail-Histor-Laser Computer. De meeste zeges werden vanaf het seizoen 1988 behaald door met name Etienne De Wilde, die in 1988 Belgisch kampioen op de weg werd en die naast wegrenner een uitmuntende pistier was die meerdere zesdaagses op zijn naam wist te schrijven. Histor-Sigma won in totaal twaalf zesdaagses met haar renners. 
Enkele van de roemrijke of vrij bekende wegrenners die bij Histor-Sigma hebben gereden zijn Lucien Van Impe, Hennie Kuiper, Stephen Roche, Luc Leblanc, Francis Moreau, Brian Holm, Herman Frison, Benjamin Van Itterbeeck en Wilfried Peeters. Daarnaast reden veldrijder Ivan Messelis en baanwielrenners Etienne De Wilde, Andreas Kappes en Danny Clark voor Histor-Sigma. De Wilde is verantwoordelijk voor de meeste overwinningen van de ploeg in zesdaagses. In 1990 won Histor-Sigma met E3–Prijs Vlaanderen en Gent-Wevelgem twee Vlaamse semi-klassiekers. De zeges werden behaald door de Deen Søren Lilholt en de Belg Herman Frison respectievelijk. In 1991 veroverde Histor-Sigma nogmaals de Belgische kampioenentrui met Benjamin Van Itterbeeck, in navolging van De Wilde die in 1988 kampioen werd. 
In 1992 ging de ploeg verder met als nieuwe hoofdsponsor Collstrop, een West-Vlaamse fabrikant van houten tuinpoorten, tuinafsluitingen, tuinschermen, carports en hekwerk. De ploeg hield in 2000 op te bestaan. Adrie van der Poel, Etienne De Wilde, Benjamin Van Itterbeeck, Dmitri Fofonov, Johan Verstrepen, Chris Peers, Jo Planckaert, Johan Capiot, Wim Vansevenant, Niko Eeckhout en Patrick Evenepoel (niet-chronologische volgorde), onder anderen, kwamen uit voor Collstrop. Willy Teirlinck bleef als ploegleider binnen deze formatie actief tot 1996, waarbij Hilaire Van der Schueren ten tonele verscheen. Verffabrikant Histor pompte vanaf 1993 geld in de nieuwe wielerploeg, Novemail-Histor-Laser Computer. Uiteindelijk werd het team erg kleinschalig met een veel kleiner budget en minder renners onder contract en werd geleid door Hilaire Van der Schueren tot de opheffing in 2000.

## Bekende wielrenners
Onder de naam Histor:
- Laurent Biondi 1990
- Danny Clark 1987–1990

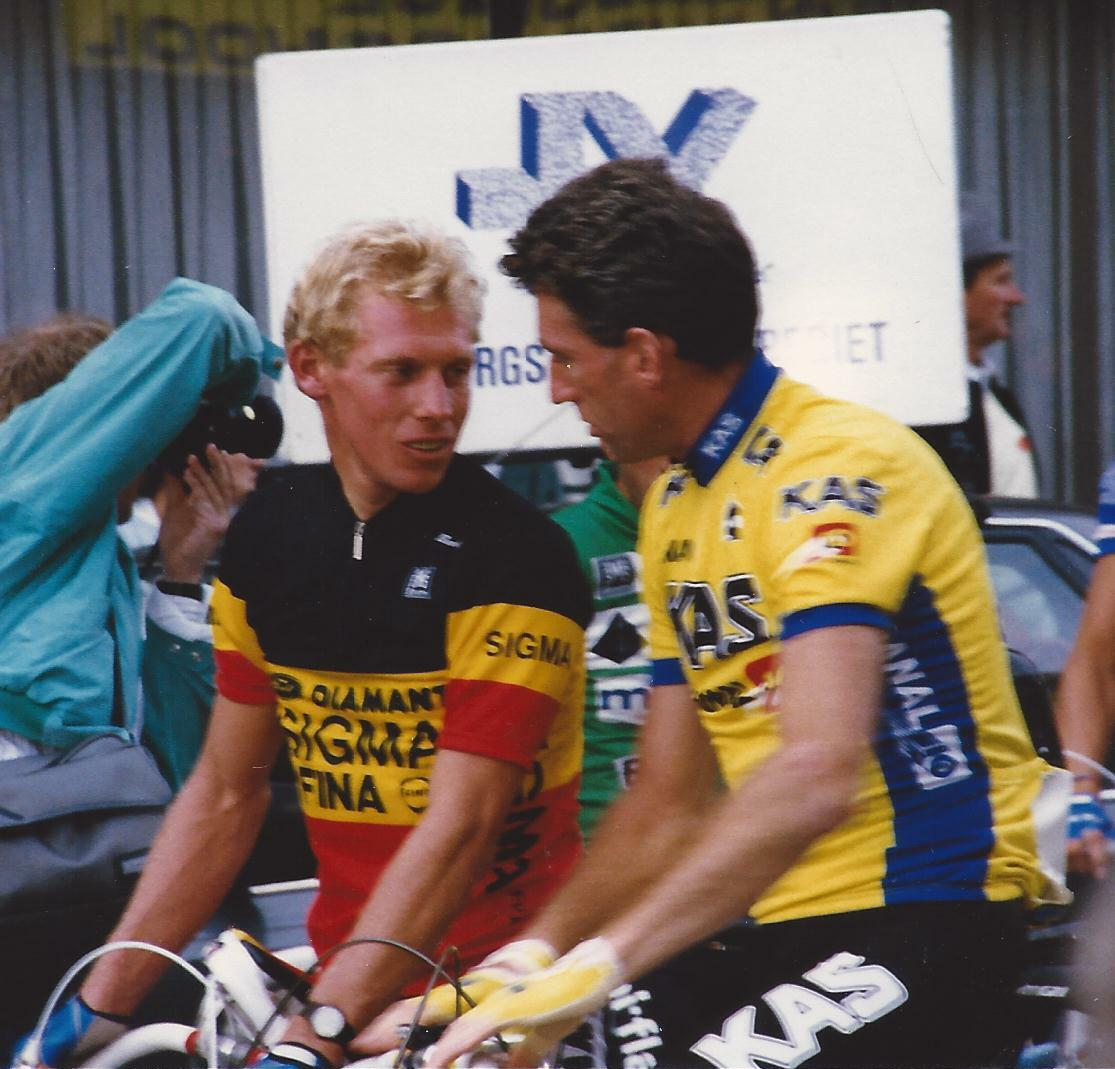
Etienne De Wilde als Belgisch kampioen op de weg, met Sean Kelly (Kas-Canal 10-Mavic) in 1988

- Etienne De Wilde 1987–1991
- Herman Frison 1989–1991
- Paul Haghedooren 1987–1990
- Rob Harmeling 1989–1990
- Jean-Pierre Heynderickx 1989
- Brian Holm 1989–1991
- Kai Hundertmarck 1991
- Hennie Kuiper 1988
- Luc Leblanc 1989–1990
- Søren Lilholt 1988–1991
- Ivan Messelis 1986–1989
- Francis Moreau 1990
- Wilfried Peeters 1986–1991
- Stephen Roche 1990
- Luc Roosen 1989–1990
- Willy Teirlinck 1986
- Stan Tourné 1988
- Lucien Van Impe 1987
- Benjamin Van Itterbeeck 1991
- Rik Van Slycke 1988–1990
- Johan Verstrepen 1990–1991

## Belangrijkste overwinningen
1986
- Cyclocross Malderen: Ivan Messelis
- Cyclocross Jezus-Eik: Ivan Messelis

1987
- Cyclocross Merchtem: Ivan Messelis
- Zesdaagse van Antwerpen: Etienne De Wilde en Danny Clark

1988
- Cyclocross Breendonk: Ivan Messelis
- Cyclocross Diepenbeek: Ivan Messelis
- Cyclocross Jezus-Eik: Ivan Messelis
- 2e etappe Parijs-Nice: Søren Lilholt
- 4e etappe Parijs-Nice: Etienne De Wilde
- Proloog Ronde van België: Etienne De Wilde
- Eindklassement Ronde van de Middellandse Zee: Jan Nevens
- Belgisch kampioenschap baan, Halve Fond: Stan Tourné
- Belgisch kampioenschap op de weg: Etienne De Wilde
- Deens kampioenschap op de weg: Søren Lilholt
- Zesdaagse van Antwerpen: Etienne De Wilde en Stan Tourné

1989
- 1e etappe Parijs-Nice: Etienne De Wilde
- 2e etappe Parijs-Nice: Etienne De Wilde
- 22e etappe Ronde van Spanje: Jean-Pierre Heynderickx
- 7e etappe Ronde van Frankrijk: Etienne De Wilde
- Zesdaagse van Dortmund: Etienne De Wilde (met de Duitser Andreas Kappes)
- Zesdaagse van Vlaanderen-Gent: Etienne De Wilde (met Stan Tourné)
- Zesdaagse van München: Etienne De Wilde (met de Duitser Andreas Kappes)
- Zesdaagse van Parijs (laatste editie): Etienne De Wilde (met de Fransman Charly Mottet)

1990
- E3–Prijs Vlaanderen: Søren Lilholt
- Gent-Wevelgem: Herman Frison
- 1e etappe Parijs-Nice: Francis Moreau
- 2e etappe Parijs-Nice: Etienne De Wilde
- 3e etappe Ronde van Zwitserland: Luc Roosen
- Deens kampioenschap tijdrijden: Brian Holm
- Zesdaagse van Antwerpen: Etienne De Wilde (met Eric Vanderaerden)
- Zesdaagse van Berlijn: Volker Diehl (met de Duitser Bruno Holenweger)
- Zesdaagse van Grenoble: Laurent Biondi (met de Fransman Laurent Fignon)
- Zesdaagse van Keulen: Etienne De Wilde (met de Duitser Andreas Kappes)
- Zesdaagse van Kopenhagen: Danny Clark (met de Brit Anthony Doyle)
- Zesdaagse van Stuttgart: Etienne De Wilde en Volker Diehl
- Wereldkampioenschap baan, Puntenkoers: Laurent Biondi

1991
- Omloop Het Volk Gent–Lokeren: Andreas Kappes
- Parijs-Brussel: Brian Holm
- 3e etappe Parijs-Nice: Andreas Kappes
- 7e etappe Parijs-Nice: Uwe Ampler
- 3e etappe Ronde van Frankrijk: Etienne De Wilde
- Belgisch kampioenschap op de weg: Benjamin Van Itterbeeck
- Zesdaagse van Antwerpen: Etienne De Wilde (met Rudy Dhaenens)

## Trivia
- In 1994 reden met Jos van Aert, Adrie van der Poel en Patrick Evenepoel de oom van Wout van Aert en de vaders van Mathieu van der Poel en Remco Evenepoel in dezelfde ploeg.[1]